# The Continuing Story of Bungalow Bill
«The Continuing Story of Bungalow Bill» (с англ. — «Продолжительная история Бунгало Билла») — песня The Beatles из «Белого альбома».

## История создания
Прототипом героя песни стал Ричард Кук, с которым группа познакомилась в Ришикеше и над которым за глаза смеялся Леннон, потому что Кук однажды встретил на охоте и застрелил тигра, однако успел так его испугаться, что больше на охоту не выходил. Имя для героя, как сам Леннон сообщил в своём интервью Playboy, было сделано из прозвищ Джима из Джунглей и Баффало Билла. Впрочем, например, бывшая в Индии вместе с The Beatles Миа Фэрроу утверждала, что Билл — настоящее имя некоего юноши, прожившего несколько дней с матерью в бунгало недалеко от дома Леннона.

## Запись
Песня была записана 8 октября 1968 года в Эбби Роуд и стала единственной композицией The Beatles, где женщина была ведущим вокалом: Йоко Оно спела одну строчку («Not when he looks so fierce»).

### Участники записи
В записи песни принимали участие:
- Джон Леннон — ведущий вокал, акустическая гитара, орган, меллотрон
- Пол Маккартни — бас-гитара, вокал
- Джордж Харрисон — акустическая гитара, вокал
- Ринго Старр — ударная установка, тамбурин, вокал
- Крис Томас — меллотрон
- Йоко Оно — вокал
- Морин Старки — вокал